# (16476) 1990 QU4
A (16476) 1990 QU4 a Naprendszer kisbolygóövében található aszteroida. Henry E. Holt fedezte fel 1990. augusztus 24-én.